# Marcus Faison
Marcus Vondell Faison (Fayetteville, 18 febbraio 1978) è un ex cestista statunitense naturalizzato belga.

## Carriera
Con il Belgio ha disputato i Campionati europei del 2011.

## Palmarès

### Squadra
- Campionato belga: 2

Spirou Charleroi: 2002-03, 2003-04
- Coppa del Belgio: 1

Spirou Charleroi: 2006
- Supercoppa tedesca: 1

Cologne 99ers: 2006

### Individuale
- Pro Basketball League MVP: 2

Spirou Charleroi: 2002-03, 2004-05